# Sonate pour piano no 16 de Schubert
Pour un article plus général, voir Sonate pour piano.
Pour les articles homonymes, voir Sonate pour piano (homonymie).
La Sonate pour piano no 16 en la mineur D. 845 (opus 42) a été composée au printemps ou au début de l'été 1825 par Franz Schubert. Ce fut la première sonate publiée par Schubert, chez l'éditeur A. Pennauer à Vienne, au début de 1826, alors qu'elle porte le numéro 16 (et même 18 parfois) dans la plupart des listes d'œuvres. Elle porte une dédicace à l'archiduc Rodolphe.

## Structure
Elle comprend quatre mouvements, comme sa sonate "jumelle", inachevée, D. 840 :
1. Moderato, en la mineur, à
2. Andante poco moto, en ut majeur, à
3. Scherzo, en la mineur, à 
, Trio en fa majeur
4. Rondo : Allegro vivace, en la mineur, à

Durée de l'interprétation : environ 30 minutes
C'est une œuvre de caractère sombre et mélancolique mais plus élégiaque que tragique.
Le Moderato, qui commence par un unisson mystérieux, prend ensuite un ton conquérant, dû au rythme martelé. La coda cite le lied Totengräbers Heimwehe (Nostalgie du fossoyeur), D. 842, écrit quelques jours ou semaines plus tôt, sur un texte évoquant le désir de mort.
L'andante est un thème suivi de cinq variations, dans le caractère d'un lied. Schubert raconte, dans une lettre à ses parents du 28 juillet 1825, qu'il l'a joué lui-même avec un grand succès, lors de concerts privés en Haute-Autriche. C'est le seul mouvement à variations inclus dans les Sonates de Schubert.
Le scherzo vigoureux et plein d'audaces harmoniques, rejoint le premier mouvement par son caractère, tandis que le trio, en fa majeur, évoque déjà Johannes Brahms.
L'allegro vivace, en forme de rondo, est un souvenir de la Sonate K. 310, dans le même ton, de Mozart. Il termine brillamment cette sonate « riche d'invention véritable et musicale, tant mélodique qu'harmonique », comme le disait l’Allgemeine musikalische Zeitung du 1er mars 1826.